# دانييل باخوموف
دانييل باخوموف (بالروسية: Пахомов, Даниил Павлович)‏ (مواليد 5 أغسطس 1998) هو سبّاح روسي، مثّل بلاده في الألعاب الأولمبية الصيفية 2016.

## روابط خارجية
دانييل باخوموف على موقع الاتحاد الدولي للسباحة (الإنجليزية)
- دانييل باخوموف على موقع أوليمبيديا (الإنجليزية)